# Daniel Rodrigo de Oliveira
Daniel Rodrigo de Oliveira (14 september 1985) is een Braziliaans voetballer die sinds 2020 als aanvaller uitkomt voor KSC Lokeren-Temse.

## Clubcarrière

### Brazilië & KFC VW Hamme
Daniel Rodrigo de Oliveira groeide op in Brazilië, in de buurt van Sao Paulo. Tot zijn 22ste speelde hij daar ook, hoeveel wedstrijden hij daar speelde is echter niet gekend. In zijn eerste seizoen buiten Brazilië scoorde hij 8 maal in 31 wedstrijden. KFC Vigor Wuitens Hamme eindigde dat seizoen 8ste in Tweede klasse, hun op 3 na beste resultaat in hun (op dat moment) 100-jarige geschiedenis.

### SK Sint-Niklaas & JV Lideral FC
Na Oliveira zijn debuutseizoen in Europa bij Hamme vertrok hij naar SK Sint-Niklaas. Hier speelde hij 2 en een half seizoenen waarin hij bijna 40 maal wist te scoren in 69 wedstrijden. Dit was echter in Derde klasse, Sint-Niklaas eindigde 2 maal 9de en 1 maal 7de. (Dit seizoen speelde hij niet volledig uit.) Rodrigo werd in 2010 uitgeleend aan JV Liberal, hoeveel hij hier speelde is niet gekend.

### Rupel Boom FC
Rodrigo speelde het seizoen 2010/11 uit bij Rupel Boom. Hier speelde hij in een half seizoen in Tweede klasse 13 wedstrijden waarin hij 6 maal wist te scoren. De Steenbakkers eindigde dat seizoen voorlaatste, 4 punten van de degradatiestreep.

### White Star Woluwe
Na dit halve seizoen bij Boom vertrok hij naar White Star Woluwe, dit was het eerste seizoen in Woluwe haar geschiedenis in Tweede klasse. In de twee seizoenen die hij bij Woluwe eindigde werd men zesde en zevende. In Woluwe zijn debuut seizoen in Tweede klasse wist Oliveira 12 maal te scoren in 30 wedstrijden, best goede cijfers. Zijn tweede seizoen was echter nog beter, hij werd 3de in de topschuttersstand met 15 doelpunten in 27 wedstrijden, op 3 doelpunten van topschutter Hervé Ndjana Onana.

### Metaloerh Donetsk
In de zomer van 2013 tekende Oliveira een 1-jarig contract met 2 jaar optie. Dit was een uitzonderlijke kans voor hem, Metaloerh eindigde het seizoen ervoor vijfde waardoor men zich kwalificeerde voor de voorrondes van de UEFA Europa League. Metaloerh werd echter over 2 wedstrijden verslagen door underdog KF Kukësi (2-1 totaal). Oliveira speelde 12 wedstrijden bij Metaloerh waarin hij 1 maal wist te scoren. Metaloerh eindigde zesde en mocht normaal gezien weer Europees voetbal spelen, men had echter de Financial Fair Play-regels overtreden waardoor Metaloerh de komende 3 jaar geen Europees voetbal mocht spelen. Metaloerh ging 1 jaar na het vertrek van Oliveira failliet.

### SC Eendracht Aalst
In de zomer van 2014 keerde Oliveira terug van zijn avontuur in Oekraïne, hij ging voor traditieclub Eendracht Aalst spelen. Bij Aalst kwam Oliveira aan 7 doelpunten in 16 wedstrijden. Oliveira vertrok weer op 1 februari 2015. Aalst eindigde dat seizoen negende maar wist geen licentie te bemachtigen voor het volgende seizoen waardoor men geforceerd was om te degraderen.

### Al-Ettifaq
Oliveira vertrok naar het Midden-Oosten, hier ging hij bij toenmalig Saudi-Arabisch tweedeklasser Al-Ettifaq spelen. Hier scoorde hij 8 maal in 9 wedstrijden en glipte hij net langs de promotie naar de Saudi Premier League, Al-Ettifaq eindigde 4de, 7 punten van de promotieplekken.

### KMSK Deinze
Oliveira keerde terug naar België in het laatste seizoen voor de competitiehervormingen, hierdoor degradeerde 9 van de 17 clubs uit de Belgische Tweede klasse. Deinze eindigde op een 14de plek, 21 punten van de degradatiestreep. Dit was ook aan Oliveira zijn statistieken te zien. Hij wist maar 3 maal te scoren in 21 wedstrijden.

### Cercle Brugge
Cercle Brugge had de competitiehervormingen van Tweede klasse naar Eerste klasse B echter wel overleefd. Men eindigde in 2015/16 vijfde. Cercle was een laagvlieger in het eerste seizoen ooit van 1B, men eindigde 6de van de 8 en moest zich redden via de play-downs. Oliveira speelde niet veel dat seizoen, hij speelde 7 wedstrijden waarin hij 3 maal wist te scoren.

### KSV Bornem
Oliveira werd van de zomer 2017 tot de wintertransferperiode naar de B-kern verwezen. Het hielp niet dat hij nog altijd een profcontract had en datzelfde jaar nog 33 werd. Omdat Oliveira niet al te veel clubs voor het kiezen had moest hij zijn eisen verlagen, hierdoor kwam hij uit bij KSV Bornem. Hier bleef hij spelen voor het komende halfjaar. In die tijd was hij een titularis, hij wist 10 maal te scoren in 13 wedstrijden, toch werd Bornem verreweg laatste: men eindigde 16 punten van de degradatiestreep af.

### Mandel United
Zijn resultaten bij Bornem werden opgemerkt door kersvers fusieclub KFC Mandel United, die het afgelopen seizoen tweede werd in de reeks en niet wist te promoveren via de eindronde. Olivera stond een half jaar later op 22 wedstrijden waarin hij 10 maal wist te scoren, in de wintertransferperiode vertrok hij echter alweer. Mandel eindigde ook dat seizoen 2de en wist weer niet te promoveren via de eindronde.

### Royal Knokke FC
Zijn bestemming was de kust, Royal Knokke FC om precies te zijn. Hier kon hij Knokke niet helpen weerhouden van degradatie naar Tweede klasse amateurs. Knokke werd laatste met 11 punten te weinig om de degradatie te ontlopen. Oliveira speelde in de tweede seizoenshelft maar 8 wedstrijden, hierin wist hij 2 maal te scoren. In zijn tweede seizoen bij Knokke was hij trefzekerder en speelde hij ook meer. Knokke pakte de titel, het seizoen werd echter in midden maart al gestopt wegens Covid-19.

### KSC Lokeren-Temse
Op 28 april 2020 raakte bekend dat Oliveira een contract had getekend voor kersverse fusieclub KSC Lokeren-Temse.